# Susan Abulhawa

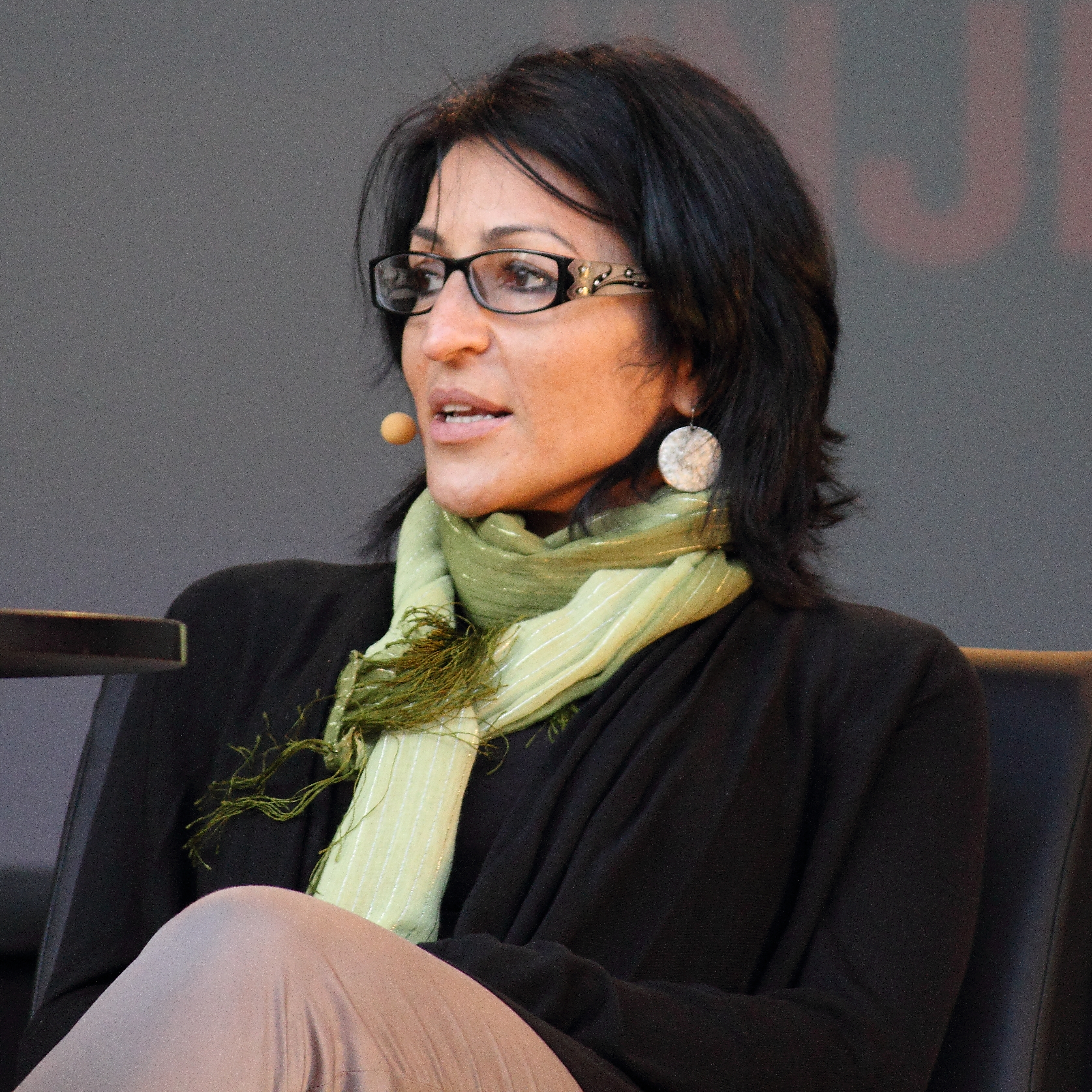
Susan Abulhawa (2010)

Susan Abulhawa (* 23. Juni 1970 in Kuwait) ist eine palästinensisch-US-amerikanische Autorin, Aktivistin und Mitgründerin der Kampagne BDS gegen Israel sowie der NGO Playgrounds for Palestine.

## Leben
Susan Abulhawa wurde in Kuwait als Kind eines palästinensischen Paares aus dem Stadtteil At-Tur in Ost-Jerusalem geboren. Ihre Eltern waren Flüchtlinge im Zusammenhang mit dem Sechstagekrieg 1967. Das Paar trennte sich bald nach Abulhawas Geburt. Sie selbst wurde zunächst zu ihrem Onkel in die USA geschickt, bei dem sie bis zu ihrem fünften Lebensjahr lebte. Anschließend kam sie zu verschiedenen Verwandten nach Kuwait und Jordanien. Im Alter von zehn Jahren nahm man sie nach Jerusalem mit, wo sie in einem Waisenhaus unterkam. Im Alter von 13 Jahren wurde sie nach Charlotte (North Carolina) als Pflegekind vermittelt.
Abulhawa lebt seitdem in den USA. Sie erwarb einen Collegeabschluss in Biologie an der Pfeiffer University in North Carolina. Weitere Studien machte sie im Fach Humanmedizin und schloss sie mit einem Master in Neurologie an der University of South Carolina School of Medicine ab. Danach arbeitete sie in der Forschung in einem medizinischen Labor in den USA. In späteren Jahren wandte sie sich dem Journalismus sowie dem Schreiben von Kurzgeschichten und Romanen zu. Durch eine Reise im Jahre 2000 nach Palästina wurde sie aufgrund ihrer Erlebnisse und Beobachtungen zur politischen Aktivistin. Sie kämpft seither für die Sache der Palästinenser durch Veröffentlichungen, Interviews und Fernsehauftritte. Susan Abulhawa lebt heute mit ihrer Tochter in Yardley (Pennsylvania).

## Politische Aktivitäten
Die von Abulhawa ins Leben gerufene Nichtregierungsorganisation (NGO) Playgrounds for Palestine sammelt Spenden für den Grunderwerb, den Bau und die Erhaltung von Spielplätzen in den Palästinensergebieten und Flüchtlingslagern. Bisher wurden 20 Plätze fertiggestellt.
Die Kampagne Boycott, Divestment and Sanctions wurde von Abulhawa mitgegründet. Die Organisation versucht, einen Boykott von Waren und Lebensmitteln zu organisieren, die von israelischen Firmen oder in jüdischen, illegalen Siedlungen im Westjordanland hergestellt werden.
Im Oktober 2024 gehörte Abulhawa zu den Unterzeichnern eines Aufrufs zum Boykott israelischer Kulturinstitutionen, „die an der überwältigenden Unterdrückung der Palästinenser mitschuldig sind oder diese stillschweigend beobachtet haben“.
Sie war zudem in mehreren Nachrichtensendungen und Podcasts zu Gast, um über den Israel-Palästina-Konflikt zu sprechen, und schreibt u. a. für AlJazeera selbst Artikel zu dem Thema.

## Wirken als Schriftstellerin
Ihre Romane werden durch Themen wie Exil, Vertreibung, Kolonialisierung und Krieg, wie auch Widerstand, Selbstwirksamkeit und Aneignung der eigenen Geschichte geprägt. Darüber hinaus spielt die „Vereinnahmung palästinensischer Kultur und Erinnerung, einschließlich der Entführung der palästinensischen Ökologie“ eine große Rolle in ihren Werken. Unter Aneignung der Ökologie der Palästinenser versteht sie u. a. das Entwurzeln und/oder Verbrennen von Olivenbäumen durch Israel, um den Bau der Sperrmauer und den der illegalen Siedlungen zu ermöglichen. So verknüpft sie in ihrer Literatur das Persönliche mit ihrem politischen Wirken. Auf dieser Basis geht sie der Vertreibungserfahrung der Palästinenser nach und hebt durch ihr Schreiben, das sie als dekolonialen Akt versteht, die Widerstandsfähigkeit dieses Volkes positiv hervor. Gleichzeitig betont sie, dass ihre Bücher „Brücken zwischen Menschen schagen sollen“ und zu einem „zwischenmenschlichen Verständnis“ beitragen sollen.
Mornings in Jenin (2011) hat die erzwungene Migration der Familie Abulheja aus ihrem Dorf zum Thema. Während der eine Sohn bei einer jüdischen Familie an Kindes statt aufwächst, lebt der andere als palästinensisches Flüchtlingskind in schwierigsten Verhältnissen. Ein Schwerpunkt des Romans liegt auf der Darstellung des Traumas, das durch den Verlust des eigenen Landes ausgelöst wurde. In diesen Roman fließen auch die Ergebnisse eigener Recherchen zur persönlichen Familiengeschichte ein. Das Buch Mornings in Jenin wurde in den USA zum Bestseller. Es ist in fast 30 Sprachen übersetzt.
2013 erschien ihr Gedichtband My Voice Sought The Wind bei dem Verlag Just World Books.
The Blue Between the Sky and Water (2015) beschreibt den Werdegang der Familie Baraka und die Schwierigkeiten, die mit ihrem Umzug von Beit Daras nach Gaza verbunden sind. Im Zentrum steht Khaled, der aufgrund eines Traumas am Locked-In-Syndrom erkrankt ist. Die Resezionistin Martina Sabra sieht in dieser Figur ein eindringliches poetisches Sinnbild für das Schicksal der Palästinenser, da sie ebenso wenig wie Khaled den eigenen Schatz an Erfahrung, Wünschen und Geschichten angemessen ausdrücken und ausleben können, wobei der innere Reichtum hilft, den Lebensmut und die Hoffnung auf bessere Zeiten nicht zu verlieren.
Ihr letzter Roman Nahrs letzter Tanz (2019), erschien 2024 als Neuausgabe in einer leicht veränderten Fassung unter dem Titel Ihr letzter Tanz. Aufgrund eines Wechsels zwischen Agenturen wird die deutsche und die schwedische Übersetzung (Mot en värld utan kärlek, 2020) vor der englischen Version Against the Loveless World (2020) von Atria Books veröffentlicht. 
Das Buch erzählt die bewegte Geschichte von Nahr, die sich aus der Perspektive der in israelischer Einzelhaft sitzenden Protagonistin entwickelt. Als Kind palästinensischer Flüchtlinge wächst sie zunächst in Kuwait auf. Sie hat den Traum, die Liebe fürs Leben zu finden, Kinder zu bekommen und vielleicht einen eigenen Schönheitssalon zu führen. Allerdings wird sie von ihrem Mann nach kurzer Ehe verlassen, sie steht vor dem finanziellen Ruin und muss sich prostituieren. Im Zuge der Besetzung Kuwaits flieht sie 1990 nach Jordanien. Ihr Weg führt sie weiter nach Palästina, wo sie sich verliebt und unter israelischer Besatzung lebt.
.Auch in Nahrs letzter Tanz setzt sich Susan Abulhawa u. a. mit den ökologischen Folgen des Israel-Palästina-Konflikts auseinander und beschreibt die Verbrennung von Olivenbäumen und die israelische Wasserpolitik. Dieser Text, der zum Teilen autobiografische Elemente enthält, wurde 2021 für den Aspen Words Literary Prize nominiert, gewann 2020 den Palestine Book Award und 2021 den Arab American Museum Award for Fiction.

## Adelaide Writers' Week 2023
Anlässlich der Adelaide Writers' Week 2023 wurde die Forderung laut, Mohammed El-Kurd und Susan Abulhawa aus dem Festival auszuladen. Abulhawa wurde wegen zweier Tweets kritisiert. In einem der Tweets hatte sie den Präsidenten der Ukraine Wolodymyr Selenskyj als „Nazi-fördernden Zionisten“ (Nazi-promoting zionist) bezeichnet. Die Direktorin des Festivals, Louise Adler, deren Eltern den Holocaust überlebten, argumentierte, dass Autorinnen basierend auf ihren Büchern eingeladen würden und nicht basierend auf ihren Social-Media-Aktivitäten. Sie wies auch darauf hin, dass Kritik an Israel nicht dasselbe sei wie Antisemitismus. „Die Vermischung der beiden ist hier das zentrale Thema“, sagte sie. Peter Malinauskas, der Premierminister von South Australia, wurde unter großen Druck gesetzt, dem Literaturfestival die finanzielle Unterstützung zu entziehen. Bei der Eröffnungsrede des Festivals erklärte er, dass er es in Betracht gezogen, aber sich schließlich dagegen entschieden habe: „Wenn ich Writers’ Week einseitig aufgrund der Ansichten von Susan Abulhawa die Finanzierung entziehen würde, welchen Weg würde das einschlagen?“ sagte er. „Es wäre ein Weg in eine Zukunft, in der Politiker entscheiden, was kulturell angemessen ist … ein Weg, der uns tatsächlich in das Gebiet von Putins Russland führt.“ Die ukrainischen Schriftstellerinnen Kateryna Babkina und Olesya Khromeychuk sowie die ukrainischstämmige australische Historikerin Maria Tumarkin sagten in der Folge ihre Teilnahme ab.

## Veröffentlichungen
- 2006: The Scar of David, Roman. Summerland: Journey Publications, 2006.
  - 2010: leicht veränderter Text und neuer Titel: Mornings in Jenin, Roman. New York: Bloomsbury, ISBN 978-1-60819-046-1.
  - 2014: Während die Welt schlief, Roman. Aus dem Amerikanischen von Stefanie Fahrner. München: Diana Verlag, ISBN 978-3-453-35662-7.
- 2013: My Voice Sought the Wind, Gedichtsammlung. Charlottesville: Just World Books, ISBN 978-1-935982-32-6.
- 2015: The Blue Between Sky and Water. London: Bloomsbury Circus, ISBN 978-1-4088-6513-2.
  - Als die Sonne im Meer verschwand: Roman. Aus dem Amerikanischen von Stefanie Fahrner. München: Diana Verlag, ISBN 978-3-453-29170-6.
- 2020: Against the Loveless World. London: Bloomsbury Circus, ISBN 978-1-5266-1879-5.
  - 2019: Nahrs letzter Tanz, Roman. Aus dem Amerikanischen von Stefanie Fahrner. München: Diana Verlag, ISBN 978-3-453-29218-5.

in Anthologien
- 2002: Shattered Illusions, Amal Press.
- 2003: Searching Jenin. Cune Press.
- 2012: Memories of an un-Palestinian story, in a can of tuna. In: Raja Shehadeh, Penny Johnson (Hrsg.): Seeking Palestine: New Palestinian Writing on Exile and Home. New Delhi: Women Unlimited.
- 2017: Will the Flower Slip Through the Asphalt: Writers Respond to Capitalist Climate Change. Vijay Prashad (Hrsg.). New Delhi: LeftWord Books.
- 2017: This Is Not A Border: Reportage & Reflections from the Palestine Festival of Literature. Ahdaf Soueif, Omar Robert Hamilton (Hrsg.). New York: Bloomsbury.

Vortrag
- “We’re Going Home, My Beloved.”, Die unzensierte Version des Vortrags in der Oxford Union, 28. November 2024[23]

## Preise und Auszeichnungen
- The Leeway Foundation Edna Andrade  award for fiction and Creative Non-Fiction.
- Best Books Award for Historic Fiction.
- MEMO Palestine Book Award 2020 in der Sparte Creative für das Buch Against the Loveless World.